# 435 (numero)
Quattrocentotrentacinque (435) è il numero naturale dopo il 434 e prima del 436.

## Proprietà matematiche
- È un numero dispari.
- È un numero composto con 8 divisori: 1, 3, 5, 15, 29, 87, 145, 435. Poiché la somma dei suoi divisori (escluso il numero stesso) è 285 < 435, è un numero difettivo.
- È un numero sfenico.
- È un numero triangolare.
- È un numero esagonale.
- È un numero colombiano nel sistema numerico decimale.
- È un numero palindromo e un numero ondulante nel sistema di numerazione posizionale a base 12 (303).
- È un numero a cifra ripetuta, nonché palindromo anche in base 28 (FF).
- È un numero malvagio.
- È parte delle terne pitagoriche (51, 432, 435), (72, 429, 435), (232, 435, 493), (261, 348, 435), (300, 315, 435), (308, 435, 533), (435, 580, 725), (435, 1044, 1131), (435, 1224, 1299), (435, 2080, 2125), (435, 3248, 3277), (435, 3772, 3797), (435, 6300, 6315), (435, 10508, 10517), (435, 18920, 18925), (435, 31536, 31539), (435, 94612, 94613).
- È un numero intero privo di quadrati.

## Astronomia
- 435P/PANSTARRS è una cometa periodica del sistema solare.
- 435 Ella è un asteroide della fascia principale del sistema solare.
- NGC 435 è una galassia spirale della costellazione della Balena.

## Astronautica
- Cosmos 435 è un satellite artificiale russo.